# Greatest Hits: God's Favorite Band
Albums de Green Day
Revolution Radio
(2016) Father of All Motherfuckers
(2020)
Singles
1. Back in the USA
Sortie : 17 novembre 2017

Greatest Hits: God's Favorite Band est la sixième compilation du groupe californien de punk rock Green Day, sortie le 17 novembre 2017 sur les labels Reprise Records, Warner Bros. Records et Lookout Records.

## Liste des chansons
| No  | Titre                             | album                  | Durée |
| --- | --------------------------------- | ---------------------- | ----- |
| 1.  | 2000 Light Years Away             | Kerplunk!              | 2:25  |
| 2.  | Longview                          | Dookie                 | 3:56  |
| 3.  | Welcome to Paradise               | Dookie                 | 3:45  |
| 4.  | Basket Case                       | Dookie                 | 3:02  |
| 5.  | When I Come Around                | Dookie                 | 2:59  |
| 6.  | She                               | Dookie                 | 2:15  |
| 7.  | Brain Stew                        | Insomniac              | 3:14  |
| 8.  | Hitchin' a Ride                   | Nimrod                 | 2:52  |
| 9.  | Good Riddance (Time of Your Life) | Nimrod                 | 2:35  |
| 10. | Minority                          | Warning:               | 2:49  |
| 11. | Warning                           | Warning:               | 3:43  |
| 12. | American Idiot                    | American Idiot         | 2:56  |
| 13. | Holiday                           | American Idiot         | 3:52  |
| 14. | Boulevard of Broken Dreams        | American Idiot         | 4:22  |
| 15. | Wake Me Up When September Ends    | American Idiot         | 4:45  |
| 16. | Know Your Enemy                   | 21st Century Breakdown | 3:11  |
| 17. | 21 Guns                           | 21st Century Breakdown | 5:24  |
| 18. | Oh Love                           | ¡Uno!                  | 5:04  |
| 19. | Bang Bang                         | Revolution Radio       | 3:27  |
| 20. | Still Breathing                   | Revolution Radio       | 3:45  |
| 21. | Ordinary World                    | Revolution Radio       | 3:01  |
| 22. | Back in the USA                   | inédit                 | 2:36  |

## Crédits
- Billie Joe Armstrong : chant, guitare
- Mike Dirnt : basse, chœurs
- Tré Cool : batterie, percussions